# ديلون تيت
ديلون تيت (بالإنجليزية: Dillon Tate)‏ هو لاعب كرة قاعدة أمريكي، ولد في 1 مايو 1994 في Harbor City, Los Angeles ‏ في الولايات المتحدة.

## وصلات خارجية
- ديلون تيت على موقع دوري كرة القاعدة الرئيسي (الإنجليزية)
- ديلون تيت على موقعبيزبول رفرنس.كوم (الدوري الرئيسي) (الإنجليزية)
- ديلون تيت على موقعبيزبول رفرنس.كوم (الدوري الثانوي) (الإنجليزية)
- ديلون تيت على موقع إي إس بي إن.كوم (أم.أل.بي) (الإنجليزية)
- ديلون تيت على موقع مشجعي الرسوم البيانية (الإنجليزية)